# اتحادیه آترا گیلاتالا
اتحادیه آترا گیلاتالا (به لاتین: Atra Gilatala Union) یک منطقهٔ مسکونی در بنگلادش است که در Phultala Upazila واقع شده‌است.